# Иван Петровић (фудбалер, 1978)
Иван Петровић (Краљево, 5. октобар 1978) је српски фудбалер који тренутно наступа за ОФК Раднички из Ковача. Игра на позицији везног фудбалера.

## Каријера
Рођен у Краљеву, Петровић је играо за локалну Слогу на почетку своје каријере. Касније прелази у Београд, где је наступао за тамошње клубове Партизан, Милиционар, Чукарички и ОФК Београд. Затим одлази у иностанство, а након боравка у Кини и Кипру, враћа се у ОФК Београд лета 2011, након пет година. По завршетку професионалне каријере, враћа се у родно Краљево. У сезони 2016-17, Петровић је забележио један наступ за ОФК Раднички из Ковача у Зони Морава.